# Palacio Fernández Anchorena
Le Palacio Fernández Anchorena est un ancien hôtel particulier construit entre 1909 par l’architecte Eduardo Le Monnier pour Juan Antonio Fernández et son épouse Rosa de Anchorena. Ces derniers vivant à Paris, ils n’habiteront jamais la demeure, qui est louée à partir de 1922 à Marcelo Torcuato de Alvear et devient pour un temps la résidence présidentielle. Elle est acquise en 1928 par Adelia Harilaos de Olmos, une riche catholique, qui en fait don en 1949 à l’État du Vatican afin d’y établir la nonciature apostolique (en). Celle-ci s’y installe en 1925 et y demeure depuis.
Le bâtiment est classé monument historique national depuis 2002.